# Tigercat International
Tigercat International ist ein kanadischer Forst- und Baumaschinenhersteller aus Brantford, Ontario in Kanada. Aufgrund seiner Umsatz-, Mitarbeiter sowie Produktionszahlen zählt dieses Unternehmen zu den größten Forstmaschinenhersteller weltweit.

## Geschichte

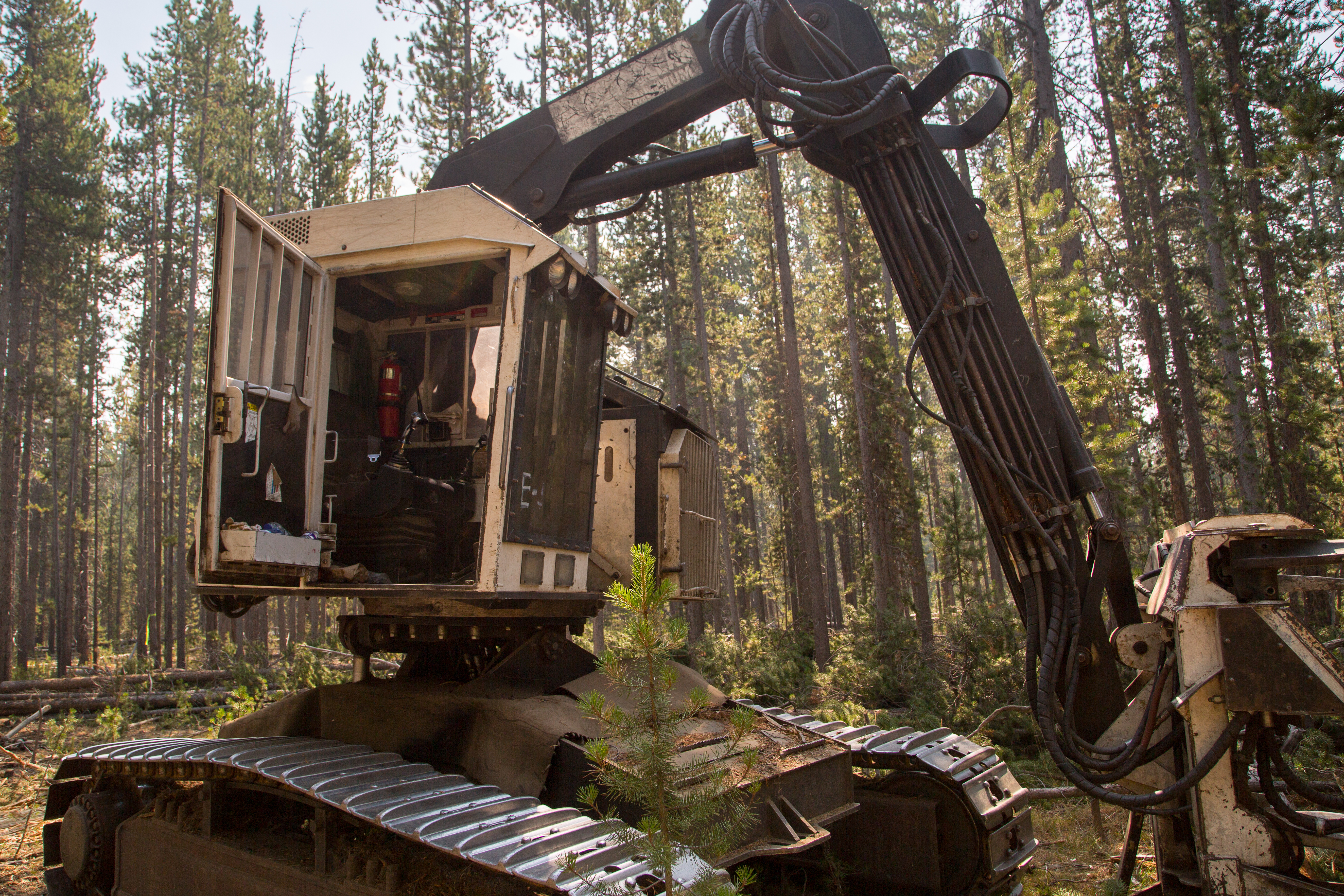
Ein sogenannter Feller buncher

Das Unternehmen wurde 1992 vom heutige Eigentümer und CEO Ken MacDonald gegründet. Bereits in jungen Jahren arbeitete er im Unternehmen seines Vaters MacDonald Steel, welches sich mit der Herstellung von Komponenten für viele bekannte Maschinenbauunternehmen sowie Gerätehersteller in Kanada beschäftigte. Nach einem vierjährigen Betriebswirtschaftsstudium an der Wilfrid Laurier University in Brantford übernahm er den väterlichen Betrieb und führte ihn erfolgreich weiter und baute das Unternehmen sogar aus. Nach einer Rezession Ende der 1980er Jahre, entschied sich Ken MacDonald zum Bau von Forstmaschinen, da diese immer mehr – nicht nur in Kanada sowie den USA – sondern weltweit verstärkt nachgefragt wurden. 

## Produkte
Die ersten Forstmaschinen waren sogenannte Feller buncher, eine spezielle Art von Holzvollernter, auch englisch Harvester genannt, die in der Regel die Bäume lediglich fällten und sie nicht noch zusätzlich entasteten und in kurze Stücke abtrennten. Einige dieser Feller buncher haben keinen Gelenkarm, sie müssen daher nahe an den zu fällenden Baum herangefahren werden, um ihn zu erfassen und fällen zu können. Eine Spezialität von Tigercat sind sehr große Forstmaschinen / Feller buncher mit Kettenantrieb. Obwohl inzwischen auch Maschinen für die Kurzholzmethode hergestellt und vertrieben werden, liegt weiterhin der Schwerpunkt auf Forstmaschinen für die Langholzmethode, also dem Fällen und abtransportieren ganzer Bäume (mit oder ohne Zweige).

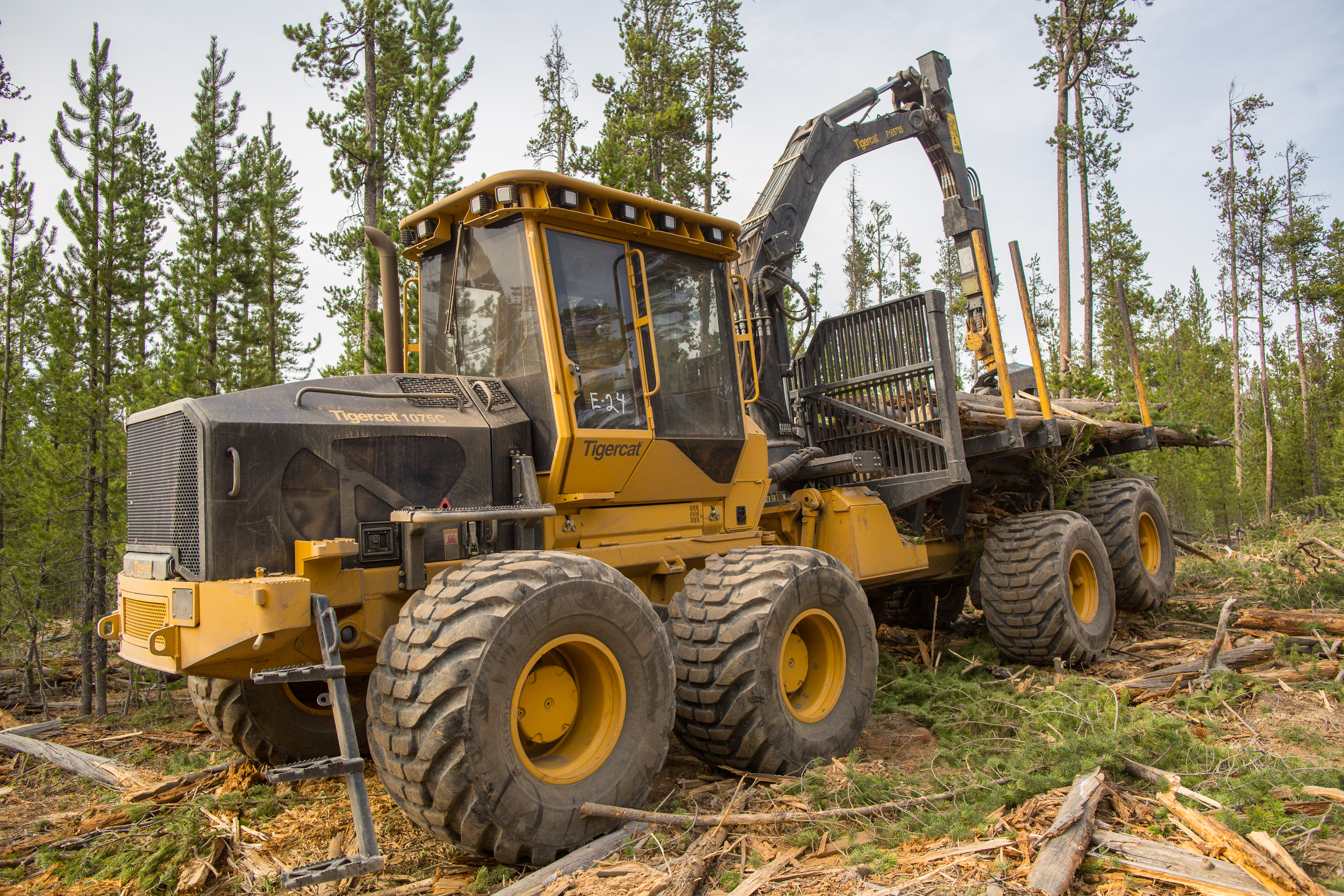
Forwarder sind die Forstmaschinen, welche die gefällten und kurzgeschnittenen Bäume vom Holzvollernter aufnehmen und auf ihren Rungenwagen ablegen und wegtransportieren

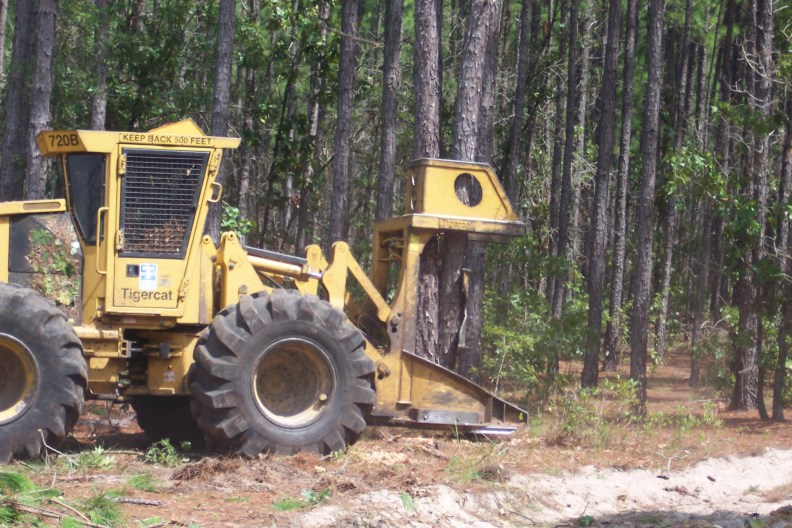
Ein Tigercat feller buncher ohne Gelenkarm

Darüber hinaus werden Harvesterköpfe, Skidder, Forwarder, spezielle Bagger zum Handhaben der Baumstämme, Häcksler, Mulcher sowie Dumper und anderes mehr entwickelt, konstruiert und produziert. Einige dieser Maschinen kommen auch in der Bauindustrie zum Einsatz. Mit über 50 verschiedenen Maschinenmodellen und 19.000 produzierten Maschinen (Stand 2017) gilt Tigercat International als einer der größten Anbieter in diesem Industriebereich. Nach Übernahme des Unternehmens Ragnar Original Innovations (ROI) in Chester, New Hampshire, USA, einem Hersteller von Holz-Weiterverbeitungsmaschinen für Biomasse/Biokohle (sogenannte Carbonizer), im Oktober 2019 verfügt Tigercat Int. über rund 2000 Mitarbeiter sowie Büro-, Produktions- und Ersatzteillagerflächen von weltweit einigen Zehntausend Quadratmetern. 
Der Hauptsitz befindet sich nach wie vor in Brantford (rund eine Fahrstunde westlich von Toronto) im kanadischen Bezirk Ontario, wo sich insgesamt zehn Standorte dieser Firma überwiegend im Süden befinden. In den USA gibt es ein großes Ersatzteilvertriebs- und Schulungszentrum in Ailey, Georgia. Eine zweite US-Niederlassung mit Sitz in Fremont, New Hampshire, beherbergt einen Teil des Konstruktionsteams für die Materialverarbeitung. 
Tigercat betreibt außerdem ein Vertriebs-, Service- und Ersatzteilzentrum in Hede, Schweden sowie über zahlreiche eigene Außendienst- und Kundenservicemitarbeiter in zehn Ländern weltweit. Es gibt zudem global über 170 Händlerstandorte in über 40 Ländern.